# Albert Schweitzer

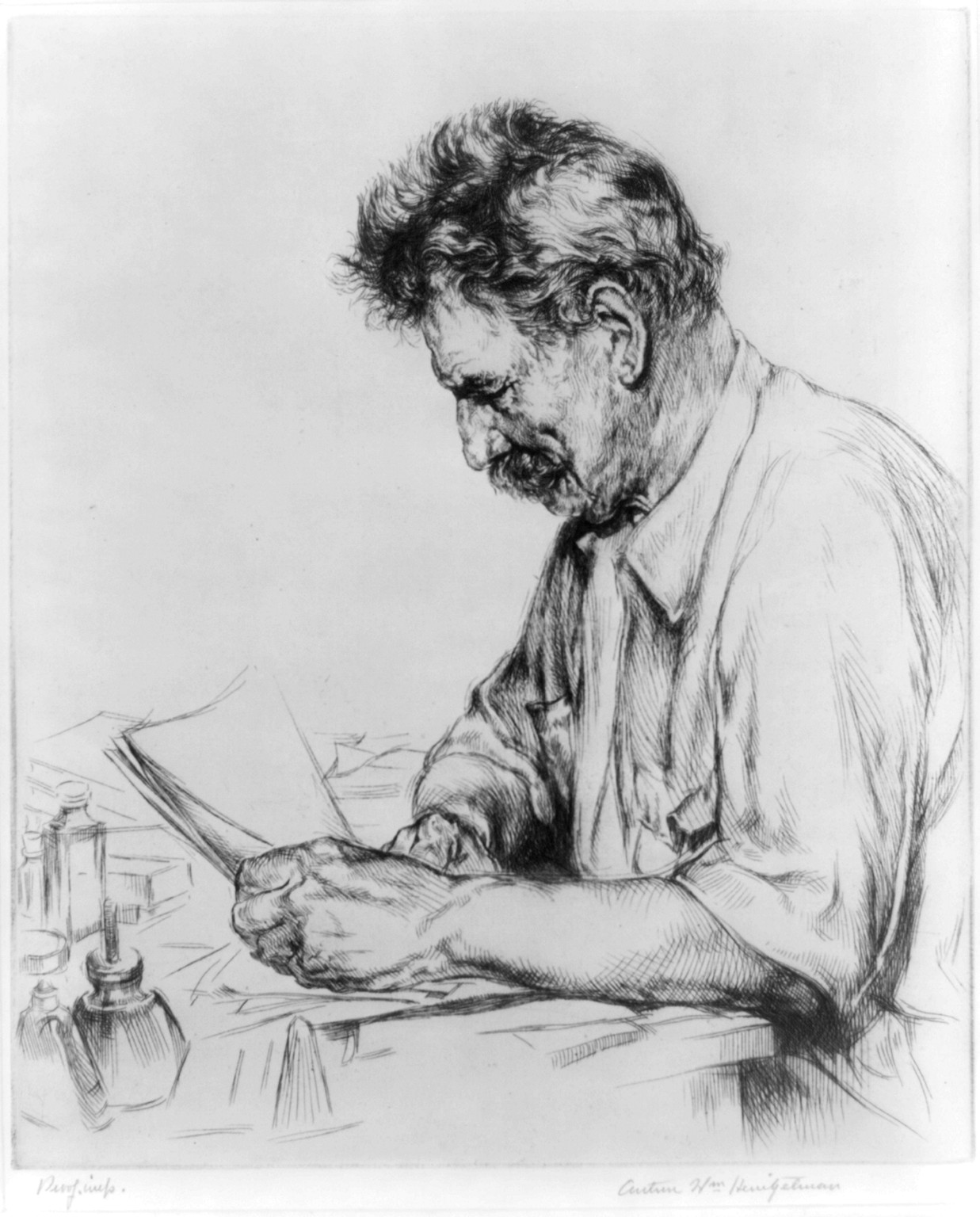
Albert Schweitzer. Etsning av Arthur William Heintzelman.

Ludwig Philipp Albert Schweitzer, född 14 januari 1875 i Kaysersberg i Elsass, död 4 september 1965 i Lambaréné i Gabon, var en tysk-fransk (elsassisk) teolog, filosof, bibelforskare, musiker, läkare, missionär och nobelpristagare. Han föddes i det då tyska, senare franska, Elsass (Alsace).

## Biografi
Den mångsidige Schweitzer verkade först i Strasbourg som protestantisk präst och var vid 1900-talets början en av de ledande inom den nytestamentliga exegetiken, samtidigt som han var en framstående kännare och tolkare av Johann Sebastian Bachs orgelverk. Schweitzer var en av initiativtagarna till orgelrörelsen.
Från 1913 levde Schweitzer i nuvarande Gabon i Franska Ekvatorialafrika, som missionär och läkare vid det tropiska sjukhus i Lambaréné, som han själv hade grundat, men råkade i fransk fångenskap under första världskriget. Hans kulturfilosofiska skrifter var liksom hans praktiska verksamhet präglade av respekten för livet. Han mottog flera utmärkelser för sina humanitära insatser, bland annat Nobels fredspris 1952.
Albert Schweitzer var bror till Jean-Paul Sartres morfar Charles Schweitzer, till vilken han dedikerar andra delen av sin självbiografi Orden. Han mottog Nobelpriset 12 år innan Sartre fick Nobelpriset i litteratur 1964.
Albert Schweitzer var professor samt teologie, filosofie och medicine doktor. Han var även förespråkare för en vegetarisk livshållning.
Han ligger begravd på sjukhusområdet i Lambaréné vid sin makas sida, strax intill fönstret till sitt arbetsrum. Basketturneringen för ungdomar, Albert Schweitzer-turneringen, som spelas i Tyskland, är namngiven efter honom.